# Высшее образование в Польше
Высшее образование в Польше — часть образовательной системы Польши.
Высшее образование в Польше в соответствии с Законом от 27 июля 2005 года «О высшем образовании» делится на две ступени — бакалавриат (первая ступень, первый цикл образования) и магистратура (второй цикл образования).
Обучение в бакалавриате длится не менее 6 семестров (3 года), а для инженерных профессий — не менее 7 семестров, после чего выпускник защищает выпускную работу на присвоение степень бакалавра или инженера. Степень бакалавра (лицензиата) в Польше примерно равна степени бакалавра в Англии и лицензиата во Франции.
Обучение в магистратуре в общей сложности (вместе с прохождением программ бакалавриата) должно длиться 5-6 лет. После защиты диссертации в магистратуре студенту присваивается степень магистра (в архитектуре, старшего инженера или другое, эквивалентное специальное звание (врач, стоматолог, ветеринар). Перечень направлений магистратуры устанавливается министром науки и высшего образования.
После завершения магистратуры магистры могут продолжить обучение в докторантуре (аналог российской аспирантуры). Защита диссертации на этом уровне знаменуется присвоением степени доктора философии (PhD). После этого доктор может пройти процедуру хабилитации (еще одной защиты докторской диссертации) — на соискание степени Doctor Habilitat.

## Вузы Польши
Вузы в Польше делятся на следующие категории:
- классический университет — вуз, имеющие право присваивать степень доктора наук как минимум по 10 научным специальностям, в том числе как минимум по двум в каждой из следующих групп:
  - гуманитарные, юридические, экономические или теологические;
  - математические, физические, науки о Земле или технические;
  - биологические, медицинские, химические, фармацевтические, сельскохозяйственные или ветеринарные;
- технический университет — вуз, имеющий право присваивать степень доктора наук как минимум по 10 научным специальностям, в том числе как минимум по 6 техническим;
- профильный университет — вуз, имеющий право присваивать степень доктора наук как минимум по 6 научным специальностям, в том числе как минимум по 4 специальностям, соответствующим профилю вуза;
- академия — вуз, имеющий право присваивать степень доктора наук как минимум по 2 дисциплинам[3].

## Образование и заработок в Польше
Исследование влияния образования на заработную плату в Польше (2008 год) показало, что средний заработок людей, имеющих только школьное или начального профессиональное образование, составил 1800 злотых, в том время как люди с профессиональным образованием получали от 2100 до 3500 злотых, а работники с дипломом MBA — около 10 500 злотых .